# IV dynastia
IV dynastia – dynastia władców starożytnego Egiptu w okresie Starego Państwa
Lata panowania: 
- 2629–2504 p.n.e. (Kwiatkowski)
- 2625–2510 p.n.e. (Grimal)
- 2670–2500 p.n.e. (Schneider)
- 2575–2465 p.n.e. (Tiradritti, De Luca)

| Stare Państwo – IV dynastia        |                       |            |                     |                                |                               |
| Władca                             | Lata panowania p.n.e. | Horus      | Nomen               | Żony                           | Miejsce pochówku              |
| Snefru (Snofru)                    | 2629–2604             | Nebmaat    | Snefru              | Hetepheres I                   | Piramida w Dahszur            |
| Chufu (Cheops)                     | 2604–2581             | Medżedu    | Chufu               | Meritites, Henutsen, Nefertkau | Wielka Piramida w Gizie       |
| Dżedefre (Ratoises)                | 2581–2572             | Cheperu    | Dżedefre (Radżedef) | Chententka, Hetepheres II      | Piramida w Abu Roasz          |
| Chaefre (Chefren)                  | 2572–2546             | Userib     | Chaefre             | Meresanch II, Chamerernebti I  | Piramida w Gizie              |
| Dżedefhor ???                      | 2546 ?                |            |                     |                                | Piramida w Sakkarze ?         |
| Nebka, Baka, Bakare ??? (Bicheris) | 2546 ?                |            |                     | Neferhetepes                   | Piramida w Zawijet el-Arian ? |
| Baure, Baefre, Bafre ??? (Biures)  | 2546–2539             |            |                     | Meresanch III                  | ???                           |
| Menkaure (Mykerinos)               | 2539–2511             | Kachet     | Menkaure            | Chamerernebti II               | Piramida w Gizie              |
| Szepseskaf (Sebercheres)           | 2511–2506             | Szepsechet | Szepseskaf          | Chentkaus I                    | Mastaba w Sakkarze            |
| Dżedefptah (Tamftys)               | 2506–2504             |            | Dżedefptah          | Bunefer                        | ???                           |